# فضانورد در اقیانوس
«فضانورد در اقیانوس» (انگلیسی: Astronaut in the Ocean) ترانه‌ای از ماسکت ولف، رپر استرالیایی است. این ترانه نخستین بار در ژوئن ۲۰۱۹، و سپس در ۶ ژانویهٔ ۲۰۲۱ مجدداً توسط الکترا رکوردز منتشر شد. پس از انتشار مجدد، این ترانه در جدول‌های رتبه‌بندی به موفقیت‌هایی دست یافت و در جدول ای‌آرآی‌ای استرالیا رتبهٔ چهارم و در بیلبورد هات ۱۰۰ ایالات متحده رتبهٔ ششم را کسب کرد.
این ترانه در سپتامبر ۲۰۲۱ به‌واسطهٔ دستاوردهای خود به فهرست یک میلیارد پخش جاری آپرا افزوده شد. این ترانه در جوایز موسیقی ای‌آرآی‌ای ۲۰۲۱ برای جایزه‌های بهترین آهنگ سال، بهترین انتشار هیپ هاپ و هنرمند موفق نامزد شد. ماسکت ولف برای مشارکت در این ترانه نامزد جایزهٔ بهترین هنرمند، و دانیل کرنرا نیز نامزد جایزهٔ بهترین ویدئو شد.

## جدول‌های موسیقی
| جدول (۲۰۲۱)                                         | بهترین جایگاه |
| --------------------------------------------------- | ------------- |
| استرالیا (ای‌آرآی‌ای)                                 | ۴             |
| اتریش (او۳ تاپ ۴۰ اتریش)                            | ۲             |
| بلژیک (اولتراتاپ ۵۰ فلاندرز)                        | ۲۶            |
| بلژیک (اولتراتاپ ۵۰ والونی)                         | ۲۴            |
| بلغارستان (پروفون)                                  | ۵             |
| کانادا (۱۰۰ تک‌آهنگ داغ کانادا)                      | ۵             |
| کشورهای مستقل همسود (تاپ‌هیت)                        | ۲             |
| کرواسی (اچ‌آرتی)                                     | ۷۳            |
| جمهوری چک (رادیو – تاپ ۱۰۰)                         | ۶۹            |
| جمهوری چک (۱۰۰ تک‌آهنگ دیجیتال برتر)                 | ۱             |
| دانمارک (ترک‌لیستن)                                  | ۲۰            |
| فنلاند (جدول‌های رسمی فنلاند)                        | ۳             |
| فرانسه (اس‌ان‌ئی‌پی)                                   | ۲۹            |
| آلمان (جدول‌های رسمی آلمان)                          | ۴             |
| ۲۰۰ آهنگ جهانی (بیلبورد)                            | ۳             |
| یونان (آی‌اف‌پی‌آی)                                    | ۱             |
| مجارستان (۴۰ آهنگ رقص برتر)                         | ۸             |
| مجارستان (۴۰ تک‌آهنگ برتر)                           | ۱             |
| مجارستان (۴۰ آهنگ جاری برتر)                        | ۱             |
| ایسلند (پلوتوچیوینتی)                               | ۳۸            |
| تک‌آهنگ‌های بین‌المللی هند (آی‌ام‌آی)                    | ۱             |
| ایرلند (ایرما)                                      | ۱۴            |
| ایتالیا (فیمی)                                      | ۳۳            |
| لبنان (۲۰ آهنگ برتر رسمی لبنان)                     | ۵             |
| لیتوانی (آگاتا)                                     | ۱             |
| مالزی (آرآی‌ام)                                      | ۱۲            |
| مکزیکو ایرپلی (بیلبورد)                             | ۵             |
| هلند (۴۰ آهنگ برتر)                                 | ۱۴            |
| هلند (۱۰۰ تک‌آهنگ برتر)                              | ۷             |
| نیوزیلند (انجمن صنعت ضبط نیوزیلند)                  | ۶             |
| نروژ (وی‌جی-لیستا)                                   | ۱۰            |
| لهستان (۱۰۰ آهنگ برتر ایرپلی لهستان)                | ۲۳            |
| لهستان (ایرپلی تلویزیونی لهستان)                    | ۲             |
| پرتغال (ای‌اف‌پی)                                     | ۳             |
| رومانی (ایرپلی ۱۰۰)                                 | ۱             |
| ایرپلی روسیه (تاپ‌هیت)                               | ۱             |
| سنگاپور (آرآی‌ای‌اس)                                  | ۱۱            |
| اسلواکی (رادیو – ۱۰۰ آهنگ برتر)                     | ۲۹            |
| اسلواکی (۱۰۰ تک‌آهنگ دیجیتال برتر)                   | ۱             |
| آفریقای جنوبی (ریزا)                                | ۱۹            |
| اسپانیا (پروموزیک)                                  | ۸۷            |
| سوئد (فهرست برترین‌های سوئد)                         | ۱۶            |
| سوئیس (شوایزر هیت‌پاراد)                             | ۴             |
| تک‌آهنگ‌های بریتانیا (اوسی‌سی)                         | ۱۲            |
| آراندبی/هیپ هاپ بریتانیا (اوسی‌سی)                   | ۴             |
| ایرپلی اوکراین (تاپ‌هیت)                             | ۱۳            |
| ایالات متحده بیلبورد هات ۱۰۰                        | ۶             |
| ایالات متحده ۴۰ تک‌آهنگ برتر بزرگسالان (بیلبورد)     | ۲۷            |
| ایالات متحده ترانه‌های داغ آراندبی/هیپ هاپ (بیلبورد) | ۳             |
| ایالات متحده ۴۰ آهنگ برتر جریان اصلی (بیلبورد)      | ۸             |
| ایالات متحده ریتمیک (بیلبورد)                       | ۳             |
| ونزوئلا (رکورد ریپورت)                              | ۵۰            |

| جدول (۲۰۲۱)                                         | جایگاه |
| --------------------------------------------------- | ------ |
| استرالیا (ای‌آرآی‌ای)                                 | ۱۲     |
| اتریش (۴۰ ترانه برتر اتریش او۳)                     | ۱۹     |
| بلژیک (التراتاپ فلاندرز)                            | ۸۵     |
| بلژیک (التراتاپ والونی)                             | ۳۷     |
| بلغارستان (پروفون)                                  | ۹      |
| کانادا (۱۰۰ تک‌آهنگ برتر کانادا)                     | ۱۴     |
| کشورهای مستقل همسود (تاپ‌هیت)                        | ۸      |
| دانمارک (ترک‌لیستن)                                  | ۵۵     |
| فرانسه (اس‌ان‌ئی‌پی)                                   | ۷۹     |
| آلمان (جدول‌های رسمی آلمان)                          | ۱۵     |
| ۲۰۰ تک‌آهنگ جهانی (بیلبورد)                          | ۱۴     |
| مجارستان (۴۰ آهنگ رقص برتر)                         | ۸۲     |
| مجارستان (۴۰ تک‌آهنگ برتر)                           | ۱۱     |
| مجارستان (۴۰ پخش جاری برتر)                         | ۱۲     |
| ایرلند (ایرما)                                      | ۵۰     |
| هلند (۴۰ آهنگ برتر هلند)                            | ۹۷     |
| هلند (۱۰۰ تک‌آهنگ برتر)                              | ۴۳     |
| نیوزیلند (انجمن صنعت ضبط نیوزیلند)                  | ۲۰     |
| نروژ (وی‌جی-لیستا)                                   | ۳۱     |
| پرتغال (ای‌اف‌پی)                                     | ۳۷     |
| ایرپلی روسیه (تاپ‌هیت)                               | ۱۰     |
| سوئد (فهرست برترین‌های سوئد)                         | ۵۲     |
| سوئیس (شوایزر هیت‌پاراد)                             | ۱۶     |
| تک‌آهنگ‌های بریتانیا (اوسی‌سی)                         | ۴۱     |
| ایرپلی اوکراین (تاپ‌هیت)                             | ۵۱     |
| ۱۰۰ آهنگ داغ بیلبورد ایالات متحده                   | ۲۰     |
| ترانه‌های داغ آراندبی/هیپ هاپ ایالات متحده (بیلبورد) | ۳      |
| ۴۰ آهنگ برتر جریان اصلی ایالات متحده (بیلبورد)      | ۳۱     |
| ریتمیک ایالات متحده (بیلبورد)                       | ۲۱     |

| جدول (۲۰۲۲)                          | جایگاه |
| ------------------------------------ | ------ |
| بلژیک (۵۰ آهنگ برتر التراتاپ والونی) | ۱۷۷    |
| ۲۰۰ آهنگ جهانی (بیلبورد)             | ۱۲۷    |
| ایرپلی روسیه (تاپ‌هیت)                | ۱۰۹    |
| ایرپلی اوکراین (تاپ‌هیت)              | ۸۷     |

## گواهینامه‌ها
| منطقه                                   | گواهی     | واحد گواهی‌شده/فروش |
| --------------------------------------- | --------- | ------------------ |
| استرالیا (آی‌اف‌پی‌آی استرالیا)            | ۳× پلاتین | ۲۱۰٬۰۰۰            |
| اتریش (فونوگرافی اتریش)                 | ۲× پلاتین | ۶۰٬۰۰۰             |
| برزیل (پرو موزیکا برزیل)                | ۳× پلاتین | ۱۲۰٬۰۰۰            |
| برزیل (پرو موزیکا برزیل) ریمیکس ای‌لاک   | طلا       | ۲۰٬۰۰۰             |
| دانمارک (آی‌اف‌پی‌آی)                      | طلا       | ۴۵٬۰۰۰             |
| فرانسه (اس‌ان‌ئی‌پی)                       | پلاتین    | ۲۰۰٬۰۰۰            |
| آلمان (بی‌وی‌ام‌آی)                        | پلاتین    | ۴۰۰٬۰۰۰            |
| ایتالیا (اف‌آی‌ام‌آی)                      | پلاتین    | ۷۰٬۰۰۰             |
| نیوزیلند (آرآی‌ای‌ان‌زد)                   | پلاتین    | ۳۰٬۰۰۰             |
| لهستان (زدپی‌ای‌وی)                       | ۳× پلاتین | ۱۵۰٬۰۰۰            |
| پرتغال (انجمن صنفی گرامافون)            | پلاتین    | ۱۰٬۰۰۰             |
| بریتانیا (بی‌پی‌آی)                       | پلاتین    | ۶۰۰٬۰۰۰            |
| ایالات متحده (آرآی‌ای‌ای)                 | ۲× پلاتین | ۲٬۰۰۰٬۰۰۰          |
| رقم فروش+پخش جاری تنها بر پایهٔ گواهی‌ها. |           |                    |